# Frostia pectinata
Frostia pectinata es una especie de coleóptero de la familia Cantharidae.

## Distribución geográfica
Habita en Nepal.